# 第一級アルコール

エタノール

ブタノール

第一級アルコール（だいいっきゅうアルコール、英: primary alcohol）は、ヒドロキシ基が第一級炭素に結合したアルコールの総称である。分子内に –CH2OH を含むと定義することができる。主な第一級アルコールにはエタノール、1-ブタノールがある。
ブリタニカ百科事典第11版を含む複数の文献では、メタノールを第一級アルコールとしているが、この解釈は現代ではあまり一般的ではない。